# Chaetodon auripes

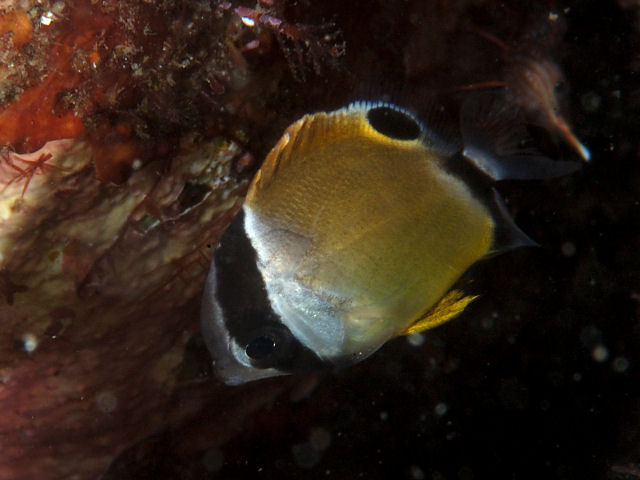
Juvenil en las islas Izu, Japón

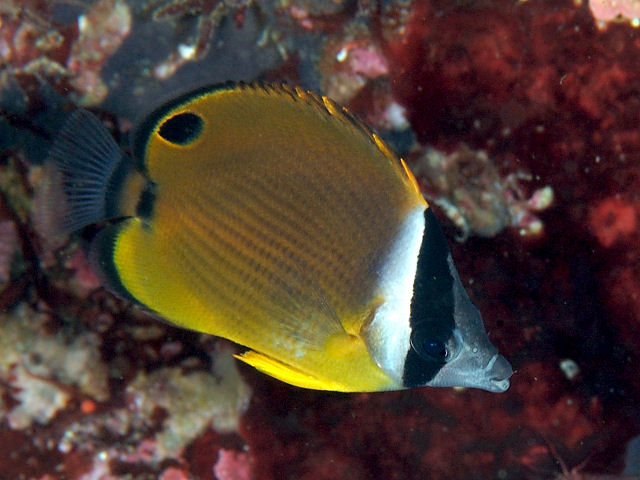
Juvenil mutando a adulto en Izu

El Chaetodon auripes es una especie de pez marino del género Chaetodon, familia Chaetodontidae.
Su nombre común, pez mariposa oriental, se debe básicamente a su ubicación en el Océano Pacífico occidental, aunque su población se expandió al Océano Índico, hasta las Islas Maldivas aproximadamente. 

## Morfología
Posee la morfología típica de su familia, cuerpo ovalado y comprimido lateralmente. Es de color marrón-dorado, con un patrón de líneas paralelas horizontales, de color marrón oscuro. Su cabeza es lisa, con una ancha franja negra vertical que atraviesa el ojo y otra adyacente blanca. La boca es              estrecha y puntiaguda, resultado de la especialización condicionada por su alimentación principal: los pequeños invertebrados marinos. La parte trasera de las aletas dorsal y anal, está ribeteada de amarillo, y el extremo exterior de la caudal es transparente. Los juveniles, en el extremo superior de la parte trasera de la aleta dorsal tienen un gran punto negro, a modo de ocelo, para despistar a sus predadores. 
Tiene 12 espinas dorsales, entre 23 y 24 radios blandos dorsales, 3 espinas anales, y entre 18 y 19 radios blandos anales.
Alcanza hasta 20 cm de longitud.

## Alimentación
Es omnívoro y se alimenta de pequeños invertebrados bénticos, como gusanos poliquetos, copépodos e isópodos.

## Reproducción
Son dioicos, o de sexos separados, ovíparos, y de fertilización externa. El desove sucede antes del anochecer. Forman parejas monógamas durante el ciclo reproductivo, pero no protegen sus huevos y crías después del desove.

## Hábitat
Es un pez costero, y toma como hogar los arrecifes y los fondos arenosos, repletos de algas o rocas. Especie no migratoria, asociada a arrecifes. Se les ve solitarios o en agregaciones que recorren arrecifes para alimentarse. Los juveniles frecuentan piscinas mareales y áreas superficiales protegidas.
Su rango de profundidad está entre 1 y 30 metros. Aunque prefieren aguas tropicales, pueden sobrevivir hasta a 10 °C.

## Distribución geográfica
Su área de distribución es relativamente pequeña, en el oeste del Pacífico. Aunque generalmente común y con poblaciones estables.
Es especie nativa de China; Corea; Filipinas; Hong Kong; Japón; Taiwán y Vietnam. Se han reportado poblaciones fuera de su rango, en Maldivas.